# Baetis sahoensis
Baetis sahoensis je druh jepice z čeledi Baetidae. Žije výhradně v Japonsku a pozorována byla v oblasti poblíž měst Ósaka a Sapporo. Poprvé tento druh popsal Gose v roce 1980.